# 丝叶芥
丝叶芥（学名：Leptaleum filifolium）为十字花科丝叶芥属下的一个种。